# Esquema del psicoanálisis
Esquema del psicoanálisis es una obra póstuma e inacabada de Sigmund Freud escrita en 1938 y publicada en alemán en 1940 con el título Abriss der Psychoanalyse en Internationale Zeitschrift für Psychoanalyse-Imago (volumen 25, número 1, páginas 7-67). Bajo el nombre de An Outline of Psycho-Analysis, fue traducida al inglés por James Strachey ese mismo año, versión que vio la luz en el International Journal of Psychoanalysis (volumen 21, número 1, páginas 27-82). La primera traducción al castellano, realizada por Ludovico Rosenthal bajo el título por el que actualmente se la conoce, data de 1951. Algunas traducciones posteriores llevan por título Compendio del psicoanálisis. La obra está incluida en el tomo XXIII de las Obras Completas de Amorrortu Editores (traducción de José Luis Etcheverry), a saber, Moisés y la religión monoteísta, Esquema del psicoanálisis y otras obras (1937-1939), en el que aparecen también “Análisis terminable e interminable” y “La escisión del yo en el proceso defensivo”.
Según Ernest Jones, Freud habría comenzado su redacción en Viena en abril o mayo de 1938. Sin embargo, en la opinión de Strachey, el hecho de que la primera página del manuscrito llevara la fecha “22 de julio” respaldaría el parecer de los editores alemanes que afirmaban que la escritura de la obra se había iniciado en julio de 1938, cuando Freud ya se encontraba en exilio en Londres. Su redacción se vio interrumpida por una cirugía seria a principios de septiembre y su posterior fallecimiento en 1939.
El libro presenta una síntesis de los principales ejes del pensamiento del autor: el aparato psíquico, la teoría de las pulsiones, la sexualidad, el inconsciente, la interpretación de los sueños y la técnica psicoanalítica. El propio Freud reconoce en el prólogo de la obra que su propósito no es otro que el de compendiar los principios en los que se sustenta el psicoanálisis para exponerlos sintéticamente. Si bien Strachey lo inserta en “la larga serie de obras de divulgación que escribió Freud”, señala que el Esquema tiene la particularidad de ser el único en dicha serie que no está dirigido a un público ajeno al psicoanálisis, sino que constituye “más bien un «curso de repaso» para estudiantes avanzados” y llega a considerarlo “un epílogo sumamente fascinante” concebido “para quienes ya se mueven a sus anchas entre los escritos de Freud”. Pese a ser un texto claro y conciso, contiene algunos pasajes apenas comprensibles para los no iniciados. El Esquema ha sido comparado con Psicología del niño de Jean Piaget (escrito en colaboración con Bärbel Inhelder) por cuanto lo que Freud habría hecho en aquel respecto de su psicología dinámica se asemeja al esfuerzo de Piaget por ofrecer en ese libro “una presentación definitiva de la psicología evolutiva” cuya elaboración le había llevado las últimas cuatro décadas.

## Contenido
El libro está dividido en tres partes: “La psique y sus operaciones”, “La tarea práctica” y “La ganancia teórica”, subdividida la primera de ellas en cinco apartados (“El aparato psíquico”, “Doctrina de las pulsiones”, “El desarrollo de la función sexual”, “Cualidades psíquicas” y “Un ejemplo: La interpretación de los sueños”), la segunda, en dos (“La técnica psicoanalítica” y “Una muestra de trabajo psicoanalítico”) y la tercera, en otras dos (“El aparato psíquico y el mundo exterior” y “El mundo interior”).
Strachey informa que Freud no le había puesto título a la primera parte de la obra y que los editores alemanes la habían bautizado “Die Natur des Psychischen”, esto es, “La naturaleza de lo psíquico”. Él, en cambio, en su traducción al inglés adoptaba un título “algo más general” (“La psique y sus operaciones”). Por otro lado, la mayor brevedad del último capítulo (“El mundo interior”) condujo al traductor a afirmar que:

[...] bien podría habérselo continuado con el examen de temas tales como el sentimiento de culpa —ya tocado, empero, en el capítulo VI—; no obstante, constituye un enigma saber hasta dónde y en qué dirección habría proseguido Freud, ya que el programa trazado por él en el «Prólogo» parece haberse cumplido en grado razonable.

### El aparato psíquico

La metáfora del iceberg superpone los términos de la primera tópica freudiana (conciencia, preconsciente e inconsciente) y los de la segunda (ello, yo y superyó).

El modelo de aparato psíquico delineado en el Esquema retoma los postulados centrales de lo que dio en llamarse la “segunda tópica freudiana” —que incluye las instancias del ello, el yo y el superyó—, la cual se distingue de una “primera tópica”, que comprende la conciencia, el inconsciente y el preconsciente. Freud denomina ello a la más primitiva provincia del aparato anímico, cuyo contenido concierne a lo heredado, lo innato o lo constitucional y atañe en particular a las pulsiones. La incidencia del mundo exterior alteraría una porción del ello destinada a convertirse en el yo, porción descrita como “un estrato cortical dotado de los órganos para la recepción de estímulos y de los dispositivos para la protección frente a estos” que de allí en más tomará la función de mediar entre aquella otra instancia y el mundo exterior. El yo gobernaría los movimientos voluntarios y tendría a su cargo bregar por la autoconservación del individuo mediante la evitación, el dominio y la cancelación de los estímulos procedentes del exterior, así como también a través del sometimiento de los reclamos pulsionales provenientes del ello, respecto de los cuales debe determinar si se ha de satisfacerlos —y, en caso de ser así, en qué condiciones— o sofocarlos. Así como a partir del ello se originaría del yo, dentro de él nacería más tarde una nueva entidad psíquica (el superyó) consistente en el relicto de la etapa en la que el individuo no ha superado aún el desamparo infantil y se mantiene todavía en estrecha dependencia respecto de sus figuras parentales, cuyos designios pasan a incorporarse en la constitución de esta tercera instancia. El autor argumenta que la relación entre el yo y el superyó de determinado individuo debe su naturaleza a la que le precedió entre el niño y sus padres, quienes, además las idiosincrásicas peculiaridades de sus propios ideales, trasmiten a su hijo “el influjo, por ellos propagado, de la tradición de la familia, la raza y el pueblo, así como los requerimientos del medio social respectivo”.

### Doctrina de las pulsiones
Freud define las pulsiones como “las fuerzas que suponemos tras las tensiones de necesidad del ello”, y —conforme a las innovaciones que en la doctrina de las pulsiones había introducido en Más allá del principio de placer— destaca el carácter conservador que manifiestan pese a constituir ellas la causa de cualquier actividad, en tanto la progresiva complejización que un organismo conquistase abriría paso a una contrapuesta tendencia a regresar a una forma de organización más elemental. Distingue dos tipos de pulsiones fundamentales (Eros y pulsión de destrucción) y ubica dentro de la primera “la oposición entre pulsión de conservación de sí mismo y de conservación de la especie”, es decir, la que media entre la pulsión de autoconservación y la pulsión sexual, “así como la otra entre amor yoico y amor de objeto”, la cual stricto sensu no consiste en una oposición —sino, en todo caso, en una suerte de complementariedad— dado que el propio Freud establece en Introducción del narcisismo que narcisismo y amor objetal se nutren de las mismas fuentes y cuanto más se enriquece uno más se empobrece el otro. Mientras que Eros pugnaría por constituir unidades de creciente complejidad (ligazón), su contraparte tendría por objeto la disolución de tales nexos y encontraría su fin último en la tarea de “trasportar lo vivo al estado inorgánico”, razón por la cual también es conocida como pulsión de muerte. La libido (energía de Eros), cuyo monto íntegro se concentra al principio sobre el yo, es luego utilizada para investir o catectizar representaciones de objeto, lo cual supone una superación de la etapa narcisista y la trasposición de libido narcisista en libido de objeto. Sin embargo, el yo seguirá cumpliendo la función de almacenarla: de él partirán las nuevas investiduras objetales y a él regresarán cuando un objeto sea resignado o desinvestido.

### El desarrollo de la función sexual

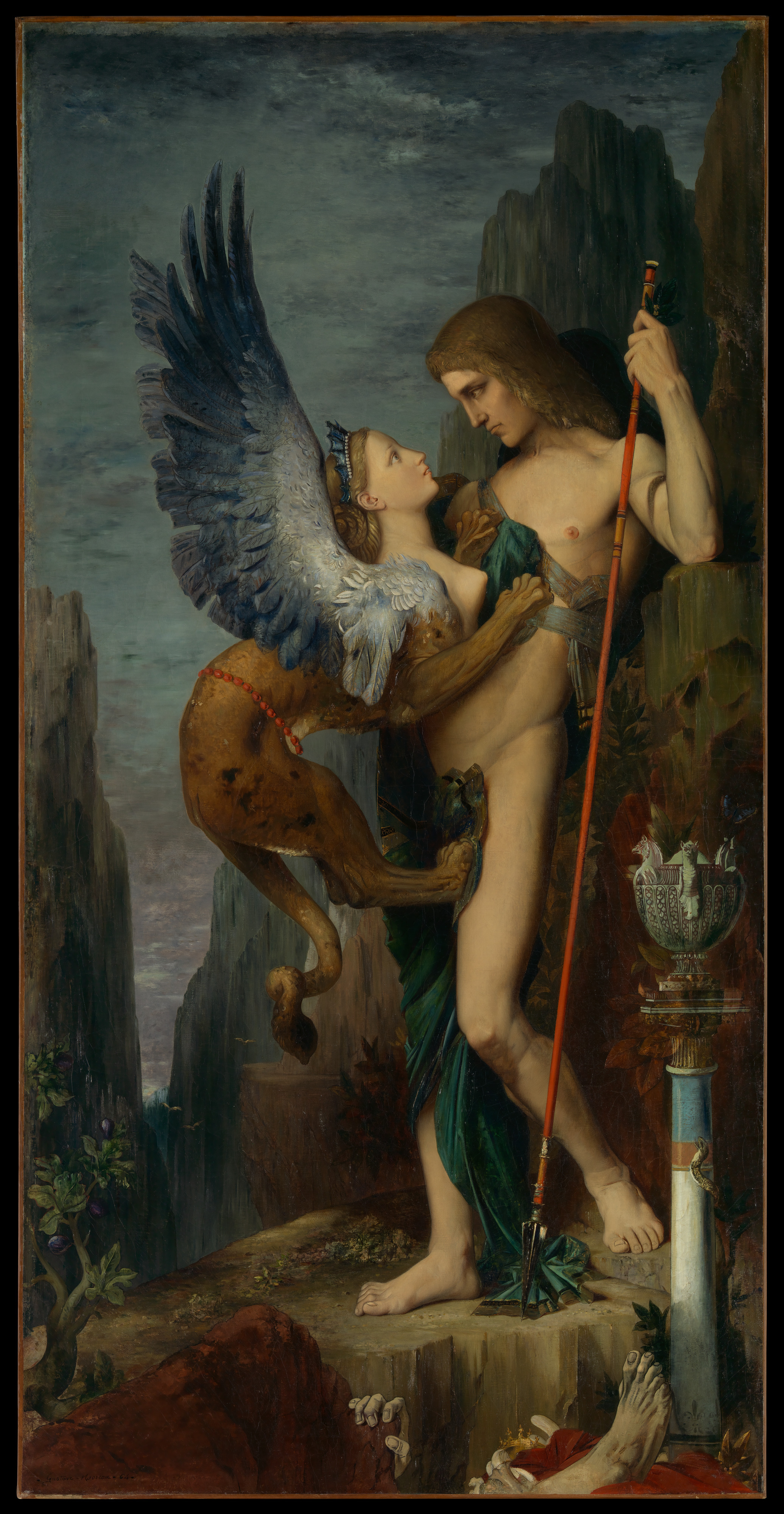
Edipo y la esfinge (1864), de Gustave Moreau. El complejo de Edipo (hito de la fase fálica, última etapa del desarrollo psicosexual infantil antes del período de latencia), que toma su nombre de la tragedia de Sófocles, representa una de las más célebres teorizaciones freudianas.

Freud discute la diseminada opinión de su época referida a que el corazón de la sexualidad humana concerniría a los quehaceres genitales que acontecieren entre personas de distinto sexo y de que la aspiración por llevar a cabo actos sexuales normalmente no sobrevendría sino hasta la pubertad o el advenimiento de la madurez genésica. Le contrapone tres hechos que no cuadran con tal concepción: la existencia de la homosexualidad, el caso de aquellas personas cuyas apetencias sexuales no aparecían enlazadas a los genitales o a su empleo considerado normal y que por lo mismo recibían el marbete de “perversas” y, por último, el interés que numerosos niños ―que terminaban cayendo en la categoría de “degenerados”― manifestaban respecto de sus propios genitales y su excitabilidad. El autor atribuye la oposición que el psicoanálisis había encontrado al hecho de que hubiera puesto la lupa sobre esas tres situaciones y de que desestimara las entonces más ampliamente aceptadas ideas sobre la sexualidad para arribar a las siguientes conclusiones:

a. La vida sexual no comienza solo con la pubertad, sino que se inicia enseguida después del nacimiento con nítidas exteriorizaciones.

b. Es necesario distinguir de manera tajante entre los conceptos de «sexual» y de «genital». El primero es el más extenso, e incluye muchas actividades que nada tienen que ver con los genitales.
c. La vida sexual incluye la función de la ganancia de placer a partir de zonas del cuerpo, función que es puesta con posterioridad {nachträglich} al servicio de la reproducción. Es frecuente que ambas funciones no lleguen a superponerse por completo.

Freud sostiene que son palpables ya en la niñez manifestaciones de una vida sexual de pleno derecho cuyo desarrollo se produce con total regularidad y que guardan relación con los fenómenos psíquicos que dominarán la posterior vida erótica de la adultez, entre los que cabe mencionarse la fijación a ciertos objetos y los celos. El desarrollo de la actividad sexual infantil llegaría a su apogeo al final del quinto año de vida, que precede al período de latencia, caracterizado por un aquietamiento pulsional y finalizado el cual el erotismo reemerge durante la pubertad. Freud atribuye un importante papel en el proceso de hominización a tal acometida en dos tiempos de la sexualidad, aparentemente privativa de nuestra especie: menciona la teoría de que el hombre sería descendiente de algún animal cuya maduración genésica habría advenido a los cinco años y agrega que por obra de una importante contingencia ambiental aquel ininterrumpido desarrollo sexual se habría visto perturbado y esto, provocado, entre otras consecuencias, la supresión del carácter periódico de los impulsos libidinales, tan frecuente en el mundo animal. El olvido en el que cae la vasta mayoría de los acontecimientos correspondientes al primer florecimiento de la vida sexual (amnesia infantil) guarda estrecha relación con las hipótesis psicoanalíticas sobre la etiología de las neurosis, así como también con aspectos técnicos del trabajo terapéutico.

### Cualidades psíquicas

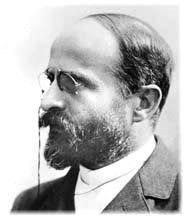
Theodor Lipps, filósofo alemán admirado por Freud, es mencionado en el Esquema por haber sido un importante partidario de la idea de inconsciente.

Freud designa con el nombre de cualidades psíquicas a lo consciente, lo inconsciente y lo preconsciente. Dice que la noción psicoanalítica de conciencia no se distingue de la de los filósofos y la opinión popular, quedando todo lo demás incluido en la categoría de lo inconsciente. Este no supone, empero, un conjunto de elementos homogéneos sino que en su seno se diferencian, por un lado, los procesos pasibles de devenir conscientes sin más, es decir, aquellos que pueden ser evocados para luego apartarse nuevamente de la conciencia dado que esta es un estado sumamente efímero ―trátase aquí de lo preconsciente o susceptible de conciencia― y, por otro, aquellos procesos o contenidos que no tienen expedito acceso a la conciencia (lo inconsciente genuino) y de cuya existencia nos anoticiamos a partir de inferencias y de la traducción de dicho material a una expresión consciente.
Sobre el ello tiene absoluto imperio la cualidad de lo inconsciente. La correspondencia entre inconsciente y ello sería incluso más estrecha que la que existe entre preconsciente y yo. Al comienzo de la vida, el aparato psíquico solo cuenta con un ello y son los estímulos procedentes del mundo exterior los que terminan por alterar aquel sector suyo que acabará convirtiéndose en el yo. Este habrá de incorporarse algunos de los contenidos originariamente pertenecientes al ello, traspuestos ahora al estado preconsciente, mientras que otros materiales se convertirán en el núcleo del ello, conservando su carácter inconsciente y su inasequibilidad. Sin embargo, el desarrollo del yo está marcado por la cesión a lo inconsciente de contenidos que ya había asimilado, y también ante algunas nuevas impresiones se retirará dejándoles la posibilidad de imprimir una huella únicamente en el ello. Es esta porción del ello la que merece el nombre de lo reprimido. Una y otra de las parcelas del ello (el “núcleo del ello” y “lo reprimido”) se solapan, respectiva y aproximadamente, con lo congénito originario y lo que ha sido adquirido durante el desarrollo del yo.

### Un ejemplo: La interpretación de los sueños

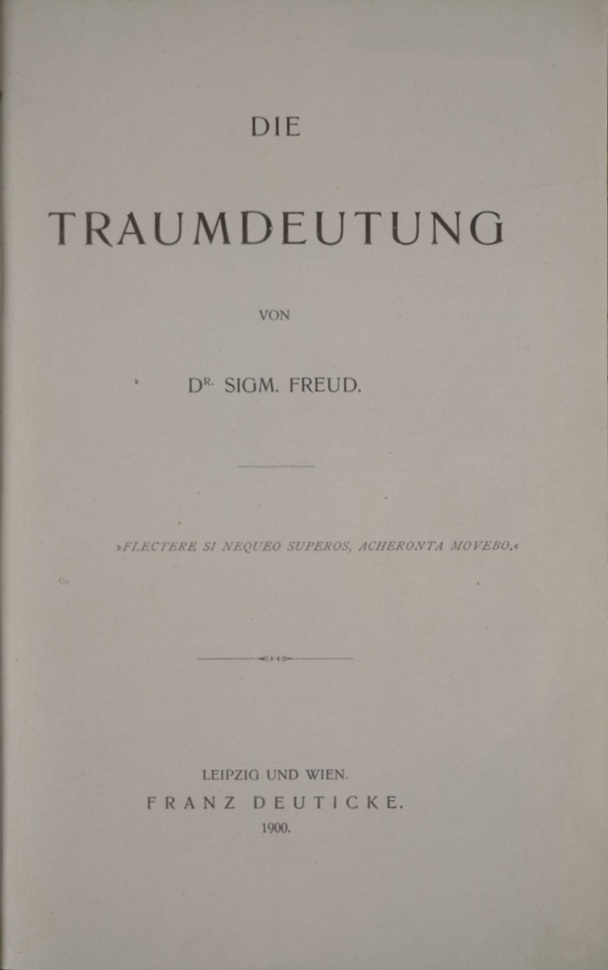
Edición en alemán de 1900 de La interpretación de los sueños, obra en la que Freud había diferenciado el contenido manifiesto de los pensamientos oníricos latentes

Los sueños, que Freud reconoce como actos psíquicos, constituyen un privilegiado objeto de estudio para la indagación psicoanalítica. Uno de los hitos inaugurales del arte de la interpretación de los sueños fue el reconocimiento de que lo que de estos se retiene en la memoria al despertar no es más que una fachada (contenido manifiesto) y, por lo tanto, no se condice con el genuino proceso onírico, que corresponde a los pensamientos oníricos latentes. El trabajo del sueño (denominado elaboración onírica en la traducción de Luis López Ballesteros y de Torres; Traumarbeit bajo la pluma de Freud) es el encargado de trasponer estos pensamientos en aquella figuración manifiesta. Los contenidos inconscientes que pugnarían por adquirir la propiedad de preconsciente y situarse al alcance del yo solo lo conseguirían a costa de una desfiguración onírica.
Dos tipos de acontecimientos pueden brindar la oportunidad para que se forme un sueño: en el primero, un deseo reprimido cobra vigor durante el dormir y esto le permite alcanzar al yo (sueños desde el ello); en el segundo, un anhelo preconsciente al que no se le concedió satisfacción durante el día es investido de una intensidad suplementaria procedente de lo inconsciente (sueños desde el yo). Freud estima en mucho la contribución de los sueños al psicoanálisis porque los contenidos que del ello que se cuelan en el yo arrastran tras sí las modalidades de trabajo de lo inconsciente. Define el trabajo del sueño como “un caso de elaboración inconciente de procesos de pensamiento preconcientes”, lo que no impide que las formaciones oníricas que de él surgen sean el resultado de un compromiso entre instancias.
Las normas que regulan el acaecer inconsciente son fundamentalmente dos: condensación y desplazamiento. La primera se discierne en la propensión a reunir en singulares aglomeraciones elementos heterogéneos que la actividad mental preconsciente de la vigilia se habría mostrado resuelta a no poner en conexión. Una pequeña pieza del contenido manifiesto podrá ser el modesto representante de vastas ilaciones de pensamientos latentes al punto que el texto objetivo del sueño es a menudo un compendio sumamente sucinto si se lo compara con la exuberancia de aquellos pensamientos. Por su parte, el desplazamiento, mecanismo íntimamente enlazado con el de la condensación, permite que un elemento ceda a otro su quantum energético, por lo que este segundo elemento se impone con particular claridad en el relato del sueño, pudiendo conducir al error de hacernos creer que es por ello el más digno merecedor de nuestra atención, cuando en realidad desempeñaba un papel poco destacado en los pensamientos oníricos; complementariamente lo que en tales ilaciones inconscientes sea lo principal puede aparecer representado por las más insignificantes trazas en el contenido manifiesto.
Las normas que gobiernan la lógica no operarían en lo inconsciente, que queda definido como “el reino de la alógica”. Afanes y tendencias antagónicos conviven allí a veces sin suscitar el menor conflicto por no influirse recíprocamente, otras provocando uno en el que, sin embargo, no se toma partido por ninguna opción en particular, sino que estas se funden en un compromiso de la más absurda constitución por poner lado a lado exigencias inconciliables. Esto guarda estrecho vínculo con que los opuestos, lejos de mantenerse apartados, son tomados como si fueran una y la misma cosa: así, cada elemento del contenido manifiesto del sueño puede figurar precisamente a su contrario. Para interpretar un sueño exitosamente se vuelven indispensables las asociaciones que el propio soñante establezca entre los elementos del texto del sueño. Tales asociaciones permitirían recuperar los eslabones faltantes para que, partiendo del contenido manifiesto, pueda colegirse el latente.

### La técnica psicoanalítica
El yo neurótico se revelaría incapaz de llevar a buen término las obligaciones impuestas por la sociedad en particular y el mundo exterior en su conjunto. Una considerable porción de sus propias vivencias no se encuentran dentro de sus dominios por obra de la represión. Su actividad se ve cercenada por las restricciones superyoicas y sus esfuerzos se dilapidan en interminables luchas contra el ello, cuyas constantes intrusiones menoscaban su organización y lo escinden intestinamente, escisión que fue objeto de su propio artículo por parte de Freud. Está imposibilitado para producir síntesis alguna y se encuentra “desgarrado por aspiraciones que se contrarían unas a otras, por conflictos no tramitados, dudas no resueltas.” El abrumado yo requiere auxilio y a él debe coaligarse el analista para, apoyándose tanto el uno como el otro en la realidad objetiva, entre ambos hacer frente a reclamos pulsionales y de la conciencia moral. Freud deja claro, sin embargo, que no es legítimo abusar del influjo pedagógico que el analista pueda ejercer sobre el paciente: la extensión de las inhibiciones en el desarrollo de este habrán de indicar hasta qué punto será lícito hacerlo.
Condición del tratamiento es la estricta obediencia a la regla fundamental del psicoanálisis, que le compele a no dejar por fuera de lo que relate nada de lo que se le vuelva evidente a partir de su observación de sí, incluso si lo juzgare desagradable, sin importancia o sin sentido. La neutralización de la autocrítica permitirá la afluencia de una gran cantidad de material que llevará sobre sí la impronta de lo inconsciente. A cambio de la promesa del enfermo de no guardarse para sí nada de lo que la percepción de sí mismo ponga a su disposición, el analista garantiza discreción y se entrega a la labor de interpretar los contenidos que brotan de su relato. Para que tal pacto de trabajo colaborativo entre paciente y analista sea posible el yo del primero debe haber retenido cierto ordenamiento interno que le permita no permanecer ajeno a los reclamos que a él le dirija el mundo exterior. Tal requisito no se verificaría en el yo psicótico, que el autor considera incapacitado para sostener su palabra respecto del pacto celebrado y a veces incluso de concertarlo.
Inicialmente este yo es hecho partícipe de una labor interpretativa meramente intelectual, que tiene por fin la supresión de las lagunas mnésicas, es decir, un ensanche de su conocimiento sobre sí mismo. Empero, Freud desaconseja precipitarse a hacer al paciente consabedor de lo que el analista ya ha vislumbrado: ceder a ello antes del momento apropiado puede resultar perjudicial para el análisis y sería conveniente aguardar hasta que el propio individuo se encuentre lo suficientemente cerca de la intelección que este pretende brindarle, de suerte que solo un paso lo separe de ella. El analista se procura para sí la potencia del superyó del enfermo y se incita al yo librar batalla frente a cada reclamo pulsional, aniquilando las resistencias, hasta llegar a que lo que había sido reprimido trueque su condición por la de lo preconsciente y sea restituido al yo.
Si bien Freud identifica en el afán por curarse e incluso en el interés intelectual por el psicoanálisis factores que contribuyen a la concreción de los propósitos del analista, mejores servicios para ello prestará siempre la transferencia positiva, la cual llega a provocar que el paciente tase en poco el designio de curarse y de desligarse de su sufrimiento para, en lugar de ello, abrazar la aspiración de ganarse el favor del analista. En sentido contrario se esfuerzan la transferencia negativa —que no solo se echa por tierra la remisión sintomática, sino que también puede cancelar la convicción que el paciente pudo haber desarrollado acerca de la eficacia del método psicoanalítico—, la resistencia de la represión ―es decir, la renuencia del yo a encarar la ardua tarea que se le plantea, por considerar riesgoso al empeño terapéutico, al que ve como un potencial prodigador de sensaciones displacenteras―, el sentimiento inconsciente de culpa procedente del superyó —que, procedente de la severidad del superyó, establece que el individuo no es digno de ser librado de sus padecimientos— y la desmezcla pulsional, origen de una forma de resistencia que se delata con particular nitidez en aquellos neuróticos en los que el afán autoconservatorio parece haberse alterado y que dan la impresión de tener por propósito perjudicarse a sí mismos. Otros elementos desfavorables son la inercia psíquica o pesantez en el movimiento libidinal, mientras que entre los coadyuvantes se cuentan “la aptitud de la persona para la sublimación pulsional […], […] su capacidad para elevarse sobre la vida pulsional grosera, y el poder relativo de sus funciones intelectuales.”

### Una muestra de trabajo psicoanalítico

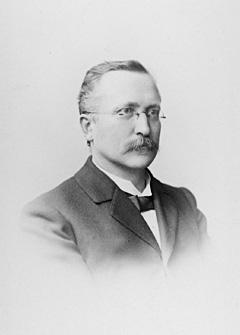
Wilhelm Roux, padre de la embriología experimental. Para dar cuenta de por qué las primeras experiencias traumáticas provocan en el yo menoscabos que dan la impresión de ser desmesuradamente profundos, Freud se vale de una analogía y recuerda los trabajos de Roux, quien había demostrado que introducir un alfiler en el cuerpo de un animal ya desarrollado no tenía las mismas consecuencias que hacerlo en un grupo de células germinales en el transcurso de la mitosis.

Freud se pregunta por qué la vida de los neuróticos es más penosa, más sufriente que la del resto si ni su constitución congénita ni las experiencias que atraviesan se distinguen en gran medida de las de otras personas, y responde que ello ha de cargarse en la cuenta de “unas disarmonías cuantitativas”. Cada particular configuración de la vida humana encontraría su causa en la conjugación entre propensiones innatas e impresiones de carácter contingente. Así, puede existir cierta predisposición a que determinado componente pulsional se desarrolle con excesivo vigor o a que no tenga la fuerza suficiente; y, a su vez, las vivencias accidentales impondrán requerimientos particulares a cada individuo e incluso puede darse el caso de que, cuando impongan los mismos reclamos a dos personas distintas, la constitución de una de ellas le permita sobrellevar mucho mejor lo que la de la otra apenas puede afrontar.
Tanto los reclamos del ello como las excitaciones procedentes del exterior pueden provocar un efecto traumático. El inerme yo infantil procura protegerse de ambos a través de unos intentos de huida ―precisamente en ello radican las represiones― que más adelante serán desventajosos y terminarán restringiendo el desarrollo duraderamente. Freud sostiene que, en su tarea de convertirse en un individuo civilizado en pocos años, el niño recorrerá, de manera sumamente compendiada, un vasto trecho del desarrollo cultural de la humanidad. Para ello, no puede privársele de la guía de la educación dado que los padres oficiarán de precursores del superyó y, en su calidad de tales, orientarán al yo del infantil sujeto mediante restricciones y sanciones, induciéndolo así a reprimir determinados impulsos. Los requerimientos culturales han de contarse, pues, entre los factores predisponentes a la neurosis.
El psicoanálisis sostiene la idea de que las tempranas experiencias infantiles tendrán un impacto incomparable en el ulterior desarrollo del individuo. Cobran entonces gran significatividad contingencias tales como el abuso sexual perpetrado en esos años por adultos, una seducción por un niño algo mayor, como pudiera ser un hermano, y el tomar conocimiento, sea visual o auditivamente, de relaciones sexuales entre los padres. Estas experiencias a menudo atizan la sensibilidad sexual del niño, de cuyas propias apetencias concupiscentes ya no podrá sustraerse. Tales vivencias se entregan a la represión y contribuyen así a la causación de una compulsión neurótica que más adelante obstaculizará al yo el gobierno sobre la función sexual, induciéndolo incluso a una perdurable enajenación respecto de ella. Este extrañamiento de la sexualidad daría ocasión a una neurosis, mientras que la ausencia de él propendería a las perversiones y al trastocamiento no solo de la vida sexual sino también de otros aspectos de la existencia.
Aunque muy profundas puedan ser las impresiones dejadas por las mencionadas experiencias, Freud hace mayor hincapié en otra que todos los niños habrían de atravesar ―y que no dependería entonces de lo contingente―, dado que es consecuencia del largo período que viven bajo la protección de sus padres, a saber el complejo de Edipo, personaje mitológico helénico que tras asesinar a su padre, Layo, contrae matrimonio con su madre, Yocasta. En el hecho de que en la fase fálica cobre por primera vez expresión psicológica la diferencia entre los sexos encontraría su causa el que el atravesamiento del complejo de Edipo no suponga una situación simétrica para varones y mujeres.
Freud dedica las restantes páginas de esta sección a exponer los pormenores de la asimetría edípica, que muy sucintamente puede explicarse de la siguiente manera. Tras hallar el niño —sea su sexo el que fuere— su primer objeto erótico en el pecho materno, este es luego completado en la persona de la madre, quien —al ingresar el varoncito en la fase fálica y comenzar a masturbarse fantaseando con la idea de poseerla corporalmente y a desear tomar el lugar de su padre— reprende el onanismo de su hijo con la amenaza de que ella o el padre del niño le cortarán el miembro. Sin embargo, tal advertencia solo resulta eficaz si antes o después de la misma tuvo él la ocasión de ver los genitales femeninos, los cuales, desprovistos de ese órgano que tanto estima en sí mismo, lo obligan a prestar creencia a lo que se le ha dicho y a abandonar más o menos completamente sus esfuerzos por convertirse en el amante de su madre para resguardar su pene, cayendo así preso del complejo de castración. En cambio, la niña, que permanece a salvo de la angustia de castración, respondería con insatisfacción por haberle sido denegado aquello que el varoncito tiene, al punto que la envidia de pene la llevaría a un desasimiento de su madre: no puede dejar de achacarle el haberla traído al mundo sin esa posesión que su hermano exhibe orgulloso. Toma entonces a su padre como nuevo objeto de amor, primero por el “deseo de disponer de su pene”, que luego es remplazado por el de recibir de él un hijo. La amenaza de castración mueve al niño a abandonar el complejo de Edipo, mientras que la falta de pene prepara a la niña para ingresar en él.

### El aparato psíquico y el mundo exterior
La primera parte de esta sección está destinada al examen de las relaciones entre el ello, el yo y el mundo exterior. Freud sostiene a continuación que esfuerzos que el frágil yo aún no plenamente desarrollado de la primera infancia emprende para resguardarse de los peligros que lo acechan en esa etapa de la vida le infringen daños permanentes. El hecho de que el niño sea protegido por sus padres de los peligros del mundo exterior tiene por consecuencia la angustia que lo aqueja ante la posibilidad de la pérdida de amor, que lo expondría indefenso. Tras haber ingresado en el complejo de Edipo, el varoncito, preso de la angustia de castración ―cuya efectivización dependería de tal pérdida de amor―, se ve en la necesidad de movilizar sus defensas contra sus propias mociones edípicas, es decir, reprimirlas. Por muy “acordes al fin” que tales represiones prueben ser en dicha circunstancia, resultan “psicológicamente insuficientes cuando la posterior reanimación de la vida sexual refuerza las exigencias pulsionales en aquel tiempo rechazadas.” Freud es de la opinión de que podría prevenirse la contracción de la neurosis si se le concediera plena libertad al yo infantil respecto de su vida sexual y se le evitara la necesidad emprender la represión de sus impulsos. Por otro lado, esa temprana cohibición de la pulsión sexual ―que supone un posicionamiento del yo en favor del mundo exterior y en detrimento del interior― contribuye al “apronte del individuo para la cultura.” Inhabilitados para alcanzar una satisfacción directa, los reclamos pulsionales deberán entonces transitar otros caminos que conduzcan a satisfacciones sustitutivas. Tales desvíos llevarán a su desexulización y a un apartamiento respecto de sus primigenias metas pulsionales. Para Freud, no sería poco lo que nuestro patrimonio cultural le debería a semejante coartación de la sexualidad.
Si el origen del yo y las cualidades que en el curso de su desarrollo fue incorporando encuentran su causa en el vínculo con la realidad objetiva, para Freud sería lícito inferir que en los estados patológicos el yo se aproxima al ello al tiempo que se debilita o suprime tal vínculo con el mundo exterior. Según el autor, los datos provistos por la clínica apoyarían dicha inferencia por cuanto el desencadenamiento de una psicosis suele tener lugar en ocasiones en las que la realidad objetiva se haya tornado intolerablemente desgarradora o en las que las pulsiones hayan alcanzado niveles hipertróficos. La contraposición de las exigencias del ello y de la realidad provocaría una escisión psíquica con dos posturas coexistentes: “la que toma en cuenta la realidad objetiva, la normal, y otra que bajo el influjo de lo pulsional desase al yo de la realidad.” El desenlace estará supeditado a la fuerza relativa de una y de otra: en caso de prevalecer la que desestima las condiciones del mundo exterior, sobrevendrá la irrupción de la psicosis; si se impusiera la otra, se observará “una curación aparente de la enfermedad delirante”, que se habría retirado a lo inconsciente.
Esta escisión del yo que se vuelve tan evidente en las psicosis es igualmente constatable “en otros estados más semejantes a las neurosis y, en definitiva, en estas mismas.” Freud se declara particularmente convencido de ello en lo que refiere al fetichismo, que él sitúa entre las perversiones y se desarrollaría a partir de la ausencia de reconocimiento por parte del paciente ―casi siempre varón― de la falta de pene en la mujer, la cual, en tanto “prueba de la posibilidad de su propia castración”, no puede ser bien recibida. La percepción sensorial sobre la real configuración genital femenina es desmentida y el individuo se aferra a la creencia contraria, sin que por ello la percepción desmentida haya dejado de resultar eficaz dado que el sujeto no se atreverá a afirmar que ha visto un pene allí donde la realidad le ha indicado que no lo hay. En lugar de ello, el fetichista se valdrá bien de alguna parte del cuerpo, bien de algún objeto, y le concederá la importancia del pene cuya ausencia se resiste a reconocer plenamente. En la mayor parte de los casos, el fetiche es precisamente algo vislumbrado en esa misma ocasión en que tomó conocimiento de la conformación de los genitales en la mujer o que se aviene bien a la función de hacer las veces de sustituto simbólico del pene.
Para Freud, sin embargo, no es correcto denominar “escisión del yo” a lo que acontece a partir de la formación del fetiche; se trata aquí de una formación de compromiso en cuya génesis ha participado el mecanismo del desplazamiento. El fetiche responde al propósito de desbaratar la mencionada prueba de la posibilidad de la castración, de forma que el fetichista pueda sentirse a salvo de la angustia que la amenaza de castración le provoca: la representación de una mujer provista de pene resta credibilidad a tal amenaza y la posesión de dicho órgano por parte del individuo ya no se encontraría, pues, en peligro. Empero, sostiene Freud que existen fetichistas que padecen de la misma angustia de castración que quienes no lo son y se comportan frente ella del mismo modo que estos. Por consiguiente, su manera de conducirse manifiesta simultáneamente dos premisas contrarias: mientras que, por un lado, no se resignan a aceptar lo que su percepción les ha indicado (la falta de pene en la mujer), por el otro, dan crédito a ello. Estas dos posturas “subsisten una junto a la otra durante toda la vida sin influirse recíprocamente.” En ello consiste precisamente la escisión del yo, que, por lo demás, esclarece el hecho de que a menudo el fetichismo no domine la vida sexual del individuo de manera excluyente: aun en esos casos, lo que Freud denomina “conducta sexual normal” tiene cierto espacio para desarrollarse de manera más o menos amplia, al punto que en ocasiones el fetichismo “se retira a un papel modesto o a la condición de mero indicio.” Esto revela que los fetichistas no terminan de consumar el desasimiento del yo respecto de la realidad objetiva.
Por lo demás, la escisión del yo no es una peculiaridad privativa del fetichismo. El yo del niño, confrontado con las imposiciones del mundo real, recurre a las represiones para tramitar los requerimientos pulsionales, pero también se encuentra a menudo en posición de defenderse de alguna advertencia procedente de la realidad exterior que se le presente como desagradable y lo hace precisamente a través de una desmentida de las percepciones que lo ponen al corriente de tal reclamo. Las desmentidas son para Freud bastante frecuentes y exceden el caso de los fetichistas. Él las considera “unas medidas que se tomaron a medias, unos intentos incompletos de desasirse de la realidad objetiva.” El reconocimiento complementa siempre a la desautorización y se establece, pues, una escisión del yo a causa de la coexistencia de dos posturas antagónicas. Se verifica como “un rasgo universal de las neurosis” la subsistencia en el psiquismo de una misma persona de dos actitudes contrarias. La particularidad de la neurosis radicaría en que mientras que una de ellas corresponde al yo, la otra pertenece al ello. Independientemente de que el esfuerzo por defenderse emprendido por el yo esté dirigido a determinada percepción del mundo exterior o a cierta moción pulsional originada en el mundo interior, nunca logra su objetivo de manera perfecta: la postura subyacente no deja de producir efectos en la vida anímica del individuo.

### El mundo interior
Freud describe al yo como un mediador entre el ello y el mundo exterior que toma a su cargo la satisfacción los reclamos pulsionales del primero, así como también las percepciones del segundo, y que, bregando por la autoconservación, se pone a la defensiva ante requerimientos hiperintensos procedentes de cualquiera de los dos, mientras se deja orientar por las prescripciones de un principio de placer modificado. Afirma que tal representación conserva su validez para explicar la real naturaleza de las cosas solo hasta aproximadamente los cinco años del individuo, momento en el que sobrevendría una importante alteración, a saber, cierta porción del mundo exterior es resignado en cuanto objeto, así más no sea de forma parcial, para ser incorporada en el interior del yo mediante una identificación.

Esta nueva instancia psíquica prosigue las funciones que habían ejercido aquellas personas [los objetos abandonados] del mundo exterior; observa al yo, le da órdenes, lo juzga y lo amenaza con castigos, en un todo como los progenitores, cuyo lugar ha ocupado. Llamamos superyó a esa instancia, y la sentimos, en sus funciones de juez, como nuestra conciencia moral.

Freud subraya el hecho de que con frecuencia el superyó muestra una severidad que supera la que habían exhibido los padres. El yo debe rendirle cuentas no solo sobre sus actos consumados, sino también sobre sus pensamientos e intenciones incumplidas, de los que el superyó parece estar al corriente. El superyó es para Freud el “heredero del complejo de Edipo” y su instauración no tiene lugar sino hasta el sepultamiento de aquel. Es eso mismo lo que permite dar cuenta de la exagerada severidad que en ocasiones revela: esta no guarda correspondencia con un arquetipo objetivo; en lugar de ello, concierne a la intensidad de la defensa contra las tentaciones edípicas.
Freud sostiene que en tanto yo y superyó trabajen de consuno, es difícil identificar las exteriorizaciones de cada provincia anímica, si bien los distanciamientos entre uno y otro se vuelven sumamente nítidos. Los reproches que la conciencia moral dirige al yo dan cuenta de la angustia del niño por la pérdida de amor, angustia que a partir de la instalación del superyó aparece subrogada por la instancia moral. Por el contrario, en aquellas ocasiones en las que el yo logra imponerse por sobre la tentación de incurrir en alguna acción que el superyó reprobaría, se eleva el sentimiento de sí y se refuerza el orgullo. De lo antedicho se desprende el corolario de que el superyó, pese a haber sido integrado en el mundo interior del sujeto, se comporta respecto del yo como una suerte de mundo exterior.

Para todas las posteriores épocas de la vida subroga el influjo de la infancia del individuo, el cuidado del niño, la educación y la dependencia
de los progenitores […]. Y, con ello, no sólo adquieren vigencia las cualidades personales de esos progenitores, sino también todo cuanto haya ejercido efectos de comando sobre ellos mismos, las inclinaciones y requerimientos del estado social en que viven, las disposiciones y tradiciones de la raza de la cual descienden.

El “poder del presente” aparece representado en el mundo exterior; las tendencias heredadas o el pasado orgánico son acogidos en el ello, y el superyó, que solo más tarde entra en escena, constituye el precipitado de un herencia cultural que el niño ha de asimilar en pocos años y, por consiguiente, podría decirse que se ubica en una posición intermedia entre el ello y el mundo exterior en tanto integra los influjos del pasado y del presente: “En la institución del superyó uno vivencia, digamos así, un ejemplo del modo en que el presente es traspuesto en pasado.”